# Peste negra en la cultura medieval

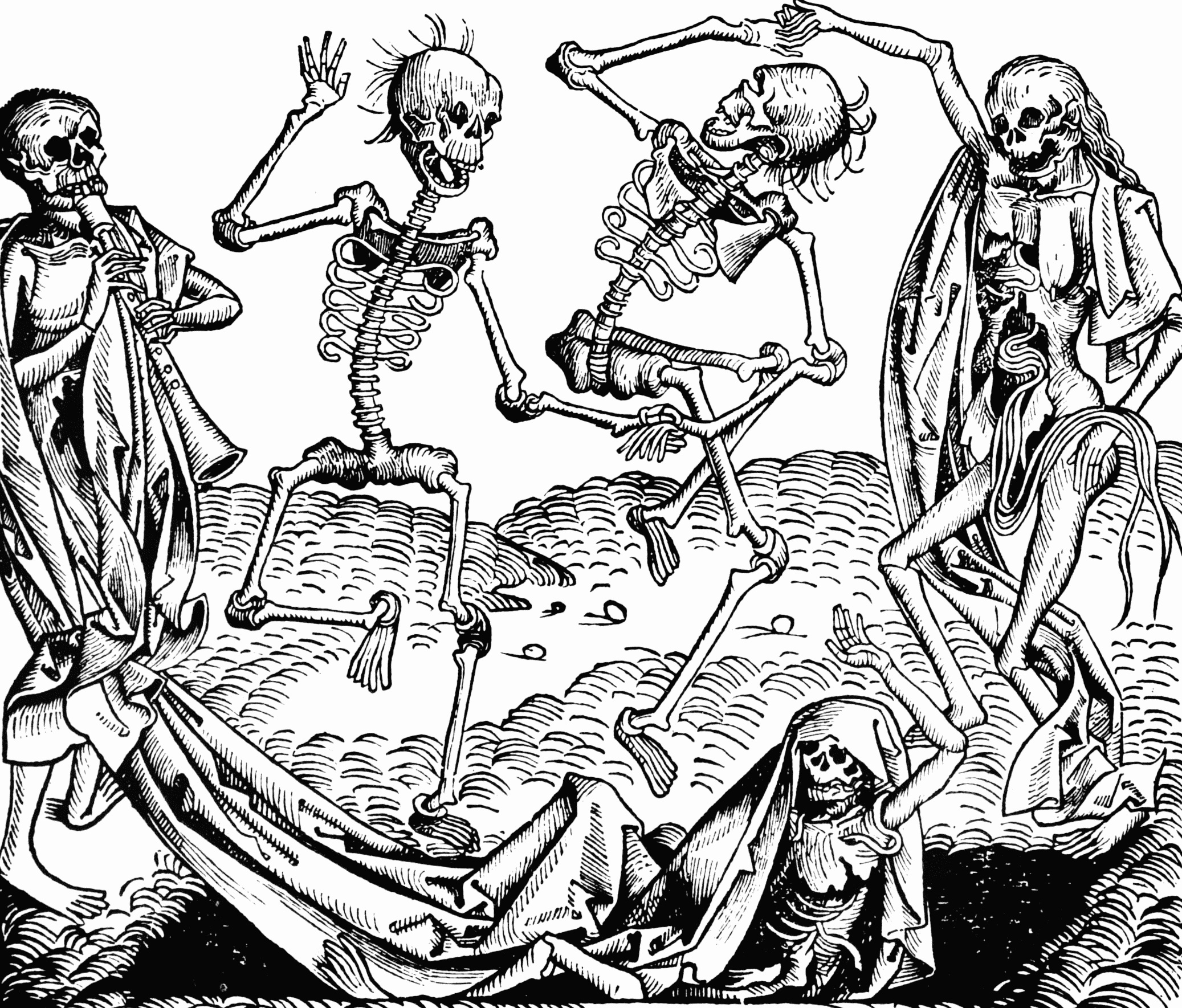
Inspirada en la peste negra, la Danza de la Muerte es una alegoría sobre la universalidad de la muerte y un motivo pictórico común en el período medieval tardío.

Por peste negra en la cultura medieval se refiere al efecto causado por la peste negra (1347-1350) en el arte y la literatura durante la generación que la experimentó.
Aunque los historiadores suelen considerar las crónicas contemporáneas como las representaciones más realistas de la peste negra, los efectos de una experiencia compartida a gran escala en la población de Europa influyeron en la poesía, la prosa, las obras teatrales, la música y las obras de arte de todo el período, tal como se hizo evidente por escritores como Chaucer, Boccaccio y Petrarca, y artistas como Holbein y Brueghel.

## Crónicas

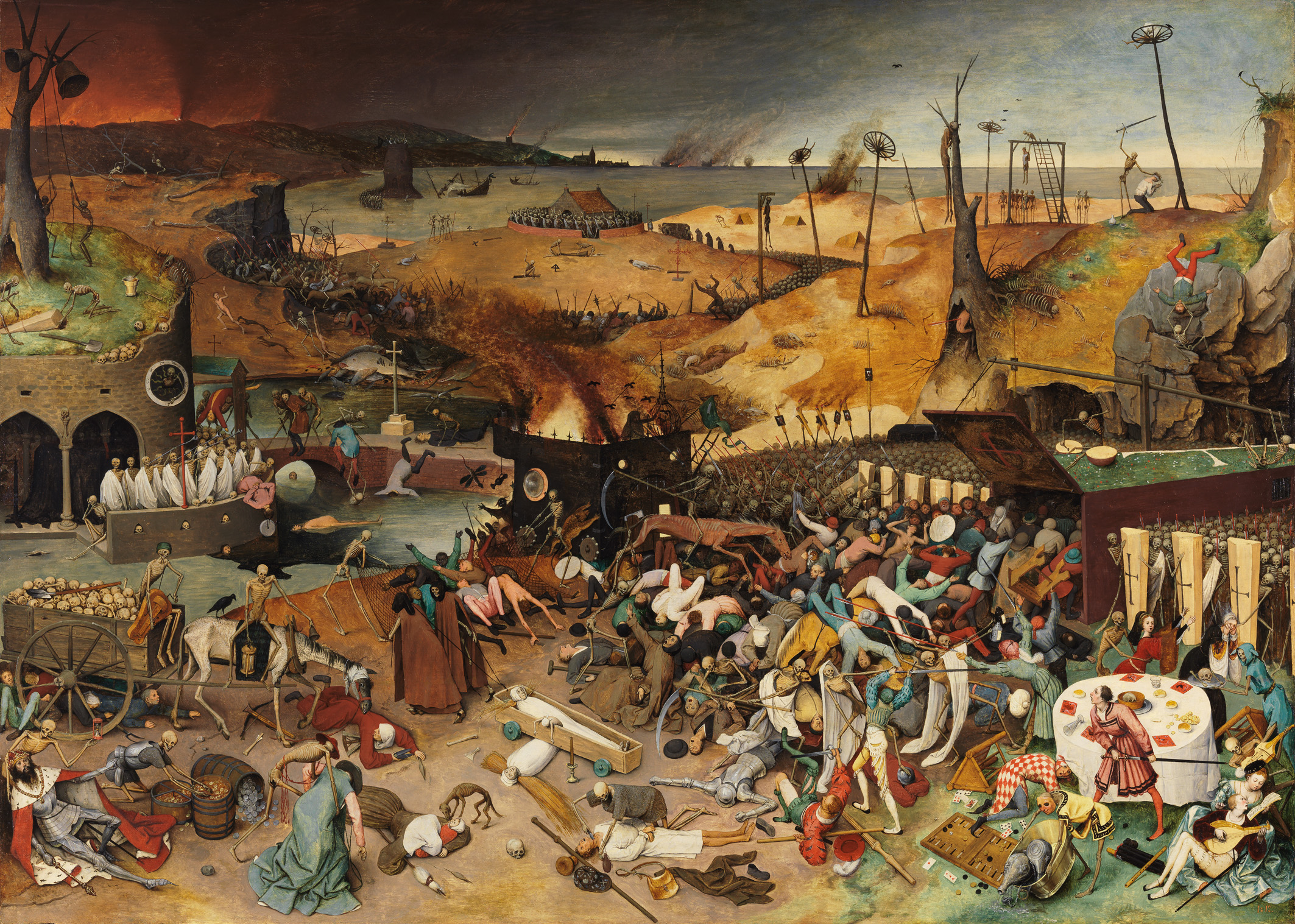
El triunfo de la Muerte, de Pieter Brueghel el Viejo, refleja la agitación social y el terror que desató la peste negra, que devastó la Europa medieval.

Gran parte de las manifestaciones más útiles de la peste negra en la literatura, para los historiadores, proviene de los relatos de sus cronistas. Los relatos contemporáneos son a menudo la única forma real de tener una idea del horror de vivir un desastre a tal escala. Algunos de estos cronistas fueron escritores, filósofos y gobernantes famosos (como Boccaccio y Petrarca). Sin embargo, sus escritos no llegaron a la mayoría de la población europea. Por ejemplo, la obra de Petrarca fue leída principalmente por nobles ricos y comerciantes de las ciudades-estado italianas. Escribió cientos de cartas y poesía vernácula de gran distinción y transmitió a las generaciones posteriores una interpretación revisada del amor cortés. Sin embargo, había un trovador, que escribía en estilo lírico hace mucho tiempo pasado de moda, que estaba activo en 1348. Peire Lunel de Montech compuso los dolorosos sirventés Meravilhar no·s devo pas las gens durante el apogeo de la peste en Toulouse.
Aunque los romances continuaron siendo populares durante todo el período, la tradición cortesana comenzó a enfrentarse a una competencia cada vez mayor de escritores ordinarios que se involucraron en la producción de literatura realista y descarnada, inspirados en sus experiencias de la peste negra. Este fue un fenómeno nuevo, hecho posible porque la educación y la literatura vernáculas, así como el estudio del latín y la antigüedad clásica, florecieron ampliamente, haciendo que la palabra escrita fuera cada vez más accesible durante el siglo XIV. Por ejemplo, Agnolo di Tura, de Siena, escribió su experiencia:

El padre abandonaba al hijo, la mujer al marido y el hermano al hermano, pues esta enfermedad parecía atacar por el aliento y la vista. Y así, morían. Y no podía encontrarse a nadie que enterrara a los muertos por amistad o por dinero. Los miembros de una familia llevaban sus muertos por una zanja, como podían, sin sacerdote, sin oficios divinos. Tampoco sonaban a muerto las campanas, y en muchos lugares de Siena se excavaron grandes pozos y se cubrieron con la multitud de muertos, y fallecían por centenares, de día y de noche, y todos eran arrojados en esas zanjas y cubiertos de tierra. Y en cuanto las zanjas estaban llenas, se excavaban otras. Y yo, Agnolo di Tura, llamado el Gordo, enterré a mis cinco hijos con mis propias manos[...] Y así tantos murieron que todos creyeron que aquél era el fin del mundo.
Agnolo di Tura

La escena que describe di Tura se repite una y otra vez en toda Europa. En Sicilia, Gabriel de Mussis, un notario, habla de la propagación temprana de Crimea:

¡Pobre de mí! Nuestros barcos entran en el puerto, pero de mil marineros apenas diez se salvan. Llegamos a nuestros hogares; nuestros parientes [...] vienen de todas partes para visitarnos. ¡Ay de nosotros porque les lanzamos los dardos de la muerte! [...] Volviendo a sus hogares, pronto contagiaron a toda su familia, que en tres días sucumbieron y fueron enterrada en una fosa común. Sacerdotes y médicos de visita [...] de sus deberes estaban enfermos, y pronto estaban [...] muertos. ¡Oh muerte! ¡Muerte cruel, amarga, impía! [...] Lamentando nuestra miseria, temimos volar, pero no nos atrevimos a quedarnos.
Mortalitate quae fuit Anno Dni MCCCXLVIII, Gabriel de Mussis

El fray John Clyn fue testigo de sus efectos en Leinster, después de su expansión a Irlanda en agosto de 1348:

Esa enfermedad despojó por completo a las aldeas, ciudades, castillos y pueblos de habitantes de hombres, de modo que casi nadie podría vivir en ellos. La plaga fue tan contagiosa que miles de personas tocando a los muertos o incluso a los enfermos se infectaron de inmediato y murieron, y el confesado y el confesor fueron conducidos juntos a la tumba [...] muchos murieron de carbuncos y de úlceras y pustullos que se podían ver en espinillas y debajo de las axilas; unos murieron, como en un frenesí, de dolor de cabeza, otros de escupir sangre [...] En el convento de Menores de Drogheda, veinticinco, y en Dublín de la misma orden, veintitrés murieron [...] Estas ciudades de Dublín y Drogheda fueron casi destruidas y desperdiciadas de habitantes y hombres, de modo que solo en Dublín, desde principios de agosto hasta Navidad, murieron catorce mil hombres [...] La pestilencia cobró fuerza en Kilkenny durante la Cuaresma, ya que entre el día de Navidad y el 6 de marzo, ocho frailes predicadores murieron. Apenas había una casa en la que solo muriera uno, pero comúnmente el hombre y la esposa con sus hijos y su familia iban en una dirección, es decir, cruzando hacia la muerte.
The Annals of Ireland, John Clyn

## Literatura
Además de en estos relatos personales, muchas presentaciones de la peste negra han entrado en la conciencia general como parte de la literatura. Por ejemplo, las principales obras de Boccaccio (Decamerón), Petrarca, Geoffrey Chaucer (Los cuentos de Canterbury) y William Langland (Pedro el Labrador), que tratan sobre la peste negra, son generalmente reconocidas como algunas de las mejores obras de su época.
La Danse Macabre, o la Danza de la Muerte, fue una alegoría contemporánea, expresada como arte, drama y obra impresa. Su tema era la universalidad de la muerte, expresando la sabiduría común de la época: que sin importar la posición de uno en la vida, la danza de la muerte unía a todos. Consiste en la Muerte personificada que lleva a una hilera de figuras danzantes de todos los ámbitos de la vida hasta la tumba, por lo general con un emperador, rey, papa, monje, joven, hermosa niña, todos en estado de esqueleto. Fueron producidos bajo el impacto de la peste negra, recordando a la gente lo frágiles que eran sus vidas y lo vanas que eran las glorias de la vida terrenal. El ejemplo artístico más antiguo es el del cementerio con frescos de la Iglesia de los Santos Inocentes en París (1424). También hay obras de Konrad Witz en Basilea (1440), Bernt Notke en Lübeck (1463) y grabados en madera de Hans Holbein el Joven (1538). Israil Bercovici afirma que la Danza de la Muerte se originó entre los judíos sefardíes en la España del siglo XIV.
El poema «The Rattle Bag» del poeta galés Dafydd ap Gwilym (1315-1350 o 1340-1370) tiene muchos elementos que sugieren que fue escrito como un reflejo de las penurias que sufrió durante la peste negra. También demuestra su creencia personal de que la peste negra fue el fin de la humanidad, el Apocalipsis, como lo sugieren sus múltiples referencias bíblicas, particularmente los eventos descritos en el Libro del Apocalipsis.
Thomas Nashe escribió un soneto sobre la plaga titulado «Una letanía en tiempos de plaga», que formaba parte de su obra Summer's Last Will and Testament (1592). Hizo visitas al campo para alejarse de Londres por miedo a la plaga.

## Folclore
La peste negra entró rápidamente en el folclore común en muchos países europeos. En el norte de Europa, la plaga se personificó como una anciana encorvada cubierta y encapuchada de negro, que llevaba una escoba y un rastrillo. Los noruegos decían que si usaba el rastrillo, parte de la población involucrada podría sobrevivir, escapando a través de los dientes del rastrillo. Por otro lado, si usaba la escoba, entonces toda la población de la zona estaba condenada. La bruja de la peste, o Pesta, fue dibujada vívidamente por el pintor Theodor Kittelsen.
Las mujeres durante y después de la peste negra también se beneficiaron de la creciente importancia de la literatura vernácula porque se puso a su disposición un foro cultural más amplio que antes había sido restringido a los hombres por la Iglesia católica. Y así, comenzaron a escribir y a promover a través del patrocinio los escritos y traducciones de otros. Por ejemplo, en Francia, Christine de Pizan (1364-1430) se convirtió en la primera mujer en hacer de la escritura su medio de vida en Europa. Escribió en muchas formas literarias diferentes, como una autobiografía y libros de consejos morales para hombres y mujeres, así como poesía sobre una amplia gama de temas. En su tratado Epístola al Dios de Amores, respondió a los escritos anti-mujer de Jean de Meung que se encuentran en su conclusión de Roman de la Rose. Su tratado marcó el primer caso en la historia europea en el que una mujer pudo responder a tales diatribas por escrito. También dio lugar a un debate entre los simpatizantes de Meun y Pizan que duró hasta el siglo XVI.

## Celebraciones
Algunas comunidades organizaron bailes u otras celebraciones, ya sea para animar a la gente en tiempos difíciles o en un intento supersticioso de protegerse de la enfermedad. Según la tradición en Múnich, estos incluían el Schäfflertanz (danza del barril) y el Metzgersprung (salto del carnicero), que todavía se realizan allí y en otras ciudades.